# ISO 31-11
ISO 31-11:1992 fue la parte del estándar internacional ISO 31 que define signos y símbolos matemáticos para su uso en ciencias físicas y tecnología. Fue reemplazado en 2009 por el ISO 80000-2:2009 y posteriormente revisado en 2019 como ISO-80000-2:2019.
Sus definiciones incluyen las siguientes: 

## Lógica matemática
| Signo | Ejemplo               | Nombre                    | Significado y equivalente verbal                                             | Observaciones |
| ----- | --------------------- | ------------------------- | ---------------------------------------------------------------------------- | --- |
| ∧     | p ∧ q                 | signo deconjunción        | p y q                                                                        | |
| ∨     | p ∨ q                 | signo de disyunción       | p o q (o ambos)                                                              | |
| ¬     | ¬p                    | signo de negación         | negación de p; no p; excepto p                                               | |
| ⇒     | p ⇒ q                 | signo de implicación      | si p entonces q; p implica q                                                 | También se puede escribir como q ⇐ p. A veces se utiliza →.                                                                                  |
| ∀     | ∀x∈A p(x) (∀x∈A) p(x) | cuantificador universal   | para cada x perteneciente a A, la proposición p(x) es verdadera              | El «∈A» se puede eliminar cuando A queda claro por el contexto.                                                                              |
| ∃     | ∃x∈A p(x) (∃x∈A) p(x) | cuantificador existencial | existe una x perteneciente a A para la cual la proposición p(x) es verdadera | El «∈A» se puede eliminar cuando A queda claro por el contexto. ∃! se utiliza donde existe exactamente una x para la cual p(x) es verdadera. |

## Conjuntos
| Ejemplo                                 | Significado y equivalente verbal                                                                    | Observaciones |
| --------------------------------------- | --------------------------------------------------------------------------------------------------- | --- |
| x ∈ A                                   | x pertenece a A; x es un elemento del conjunto de A                                                 | |
| x ∉ A                                   | x no pertenece a A; x no es un elemento del conjunto de A                                           | La barra de negación puede ser vertical. |
| A ∋ x                                   | el conjunto de A contiene x (como elemento)                                                         | mismo significado que x ∈ A |
| A ∌ x                                   | el conjunto de A no contiene x (como elemento)                                                      | mismo significado que x ∉ A |
| {x1, x2, ..., xn}                       | conjunto con elementos x1, x2, ..., xn                                                              | también {xi \| i ∈ I}, donde I denota un conjunto |
| {x ∈ A \| p(x)}                         | conjunto de los elementos de A para los que la proposición p(x) es verdadera                        | Ejemplo: {x ∈ {\displaystyle \mathbb {R} } \| x > 5} ∈A se puede eliminar cuando este conjunto queda claro por el contexto. |
| card(A)                                 | número de elementos en A; cardinal de A                                                             | |
| A ∖ B                                   | diferencia entre A y B; A menos B                                                                   | El conjunto de elementos que pertenece a A pero no a B. A ∖ B = { x \| x ∈ A ∧ x ∉ B } A − B también sería válido. |
|                                         | el conjunto vacío                                                                                   | |
|                                         | el conjunto de números naturales; el conjunto de números positivos y el cero.                       | {\displaystyle \mathbb {N} } = {0, 1, 2, 3, ...} La exclusión del cero se muestra con un asterisco:{\displaystyle \mathbb {N} }* = {1, 2, 3, ...} {\displaystyle \mathbb {N} }k = {0, 1, 2, 3, ..., k − 1} |
|                                         | el conjunto de integers                                                                             | {\displaystyle \mathbb {Z} } = {..., −3, −2, −1, 0, 1, 2, 3, ...} {\displaystyle \mathbb {Z} }* = {\displaystyle \mathbb {Z} } ∖ {0} = {..., −3, −2, −1, 1, 2, 3, ...} |
|                                         | el conjunto de números racionales                                                                   | {\displaystyle \mathbb {Q} }* = {\displaystyle \mathbb {Q} } ∖ {0} |
|                                         | el conjunto de números reales                                                                       | {\displaystyle \mathbb {R} }* = {\displaystyle \mathbb {R} } ∖ {0} |
|                                         | el conjunto de números complejos                                                                    | {\displaystyle \mathbb {C} }* = {\displaystyle \mathbb {C} } ∖ {0} |
| [a,b]                                   | intervalo cerrado en {\displaystyle \mathbb {R} } de a (incluido) a b (incluido)                    | [a,b] = {x ∈ {\displaystyle \mathbb {R} } \| a ≤ x ≤ b} |
| ]a,b] (a,b]                             | mitad izquierda de intervalo abierta en {\displaystyle \mathbb {R} } de a (excluida) a b (incluida) | ]a,b] = {x ∈ {\displaystyle \mathbb {R} } \| a < x ≤ b} |
| [a,b[ [a,b)                             | mitad izquierda de intervalo abierta en {\displaystyle \mathbb {R} } de a (incluida) a b (excluida) | [a,b[ = {x ∈ {\displaystyle \mathbb {R} } \| a ≤ x < b} |
| ]a,b[ (a,b)                             | intervalo abierto en {\displaystyle \mathbb {R} } de a (excluida) a b (excluida)                    | ]a,b[ = {x ∈ {\displaystyle \mathbb {R} } \| a < x < b} |
| B ⊆ A                                   | B se incluye en A; B es un subconjunto de A                                                         | Todo elemento de B pertenece a A. ⊂ también se usa. |
| B ⊂ A                                   | B se incluye en A; B es un subconjunto A                                                            | Todo elemento de B pertenece a A, pero B no es igual a A. Si ⊂ se usa para «incluido», entonces ⊊ indicaría «incluido adecuadamente». |
| C ⊈ A                                   | C no se incluye en A; C no es un subconjunto de A                                                   | También se usa ⊄. |
| A ⊇ B                                   | A incluye B (como subconjunto)                                                                      | A contiene cada elemento de B. También se usa ⊃. B ⊆ A es lo mismo que A ⊇ B. |
| A ⊃ B.                                  | A incluye B adecuadamente.                                                                          | A contiene cada elemento de B, pero A no es igual a B. Si ⊃ se usa para «incluir», ⊋ se usaría para «incluir adecuadamente». |
| A ⊉ C                                   | A no incluye C (como conjunto)                                                                      | También se usa ⊅. A ⊉ C significa lo mismo que C ⊈ A. |
| A ∪ B                                   | unión de A y B                                                                                      | El conjunto de elementos que pertenece a A o B o ambas A y B. A ∪ B = { x \| x ∈ A ∨ x ∈ B } |
| {\displaystyle \bigcup _{i=1}^{n}A_{i}} | unión de varios conjuntos                                                                           | {\displaystyle \bigcup _{i=1}^{n}A_{i}=A_{1}\cup A_{2}\cup \ldots \cup A_{n}}, el conjunto de elementos que pertenece a al menos uno de los conjuntos A1, ..., An. {\displaystyle \bigcup {}_{i=1}^{n}} y {\displaystyle \bigcup _{i\in I}}, {\displaystyle \bigcup {}_{i\in I}} también se usan, donde «I» indica un conjunto de indicios. |
| A ∩ B                                   | intersección de A y B                                                                               | Conjunto de elementos que pertenecen a A y B. A ∩ B = { x \| x ∈ A ∧ x ∈ B } |
| {\displaystyle \bigcap _{i=1}^{n}A_{i}} | intersección de varios conjuntos                                                                    | {\displaystyle \bigcap _{i=1}^{n}A_{i}=A_{1}\cap A_{2}\cap \ldots \cap A_{n}}, el conjunto de elementos perteneciente a todos los conjuntos A1, ..., An. {\displaystyle \bigcap {}_{i=1}^{n}} y {\displaystyle \bigcap _{i\in I}}, {\displaystyle \bigcap {}_{i\in I}} también se puede usar, donde «I» denota un conjunto de indicios.     |
| ∁AB                                     | complemento del subconjunto B de A                                                                  | El conjunto de los elementos de A que no pertenecen al subconjunto B. El símbolo A está limitad a veces si el conjunto A está libre de contexto. Además ∁AB = A ∖ B. |
| (a, b)                                  | pareja ordenada a, b; pareja a, b                                                                   | (a, b) = (c, d) si, y solo si, a = c y b = d. ⟨a, b⟩ también se usa. |
| (a1, a2, ..., an)                       | n-tupla ordenada                                                                                    | También se usa ⟨a1, a2, ..., an⟩. |
| A × B                                   | producto cartesiano de A y B                                                                        | El conjunto de parejas ordenadas (a, b) como a ∈ A y b ∈ B. A × B = { (a, b) \| a ∈ A ∧ b ∈ B } A × A × ⋯ × A se representa con An, donde n es el número de factores del producto. |
| ΔA                                      | conjunto de parejas (a, a) ∈ A × A donde a ∈ A; diagonal del conjunto A × A                         | ΔA = { (a, a) \| a ∈ A } idA también se usa. |

## Signos y símbolos varios
| Signo       | Signo                                                                        | Ejemplo                                                                                            | Significado y equivalente verbal                                                        | Observaciones |
| HTML        | TeX                                                                          | Ejemplo                                                                                            | Significado y equivalente verbal                                                        | Observaciones |
| ----------- | ---------------------------------------------------------------------------- | -------------------------------------------------------------------------------------------------- | --------------------------------------------------------------------------------------- | --- |
| ≝           | {\displaystyle {\stackrel {\mathrm {def} }{=}}}                              | a ≝ b                                                                                              | a es por definición igual a b                                                           | := también se usa. |
| =           | {\displaystyle =}                                                            | a = b                                                                                              | a es igual a b                                                                          | ≡ se puede usar para enfatizar que una igualdad particular es una identidad. |
| ≠           | {\displaystyle \neq }                                                        | a ≠ b                                                                                              | a no es igual a b                                                                       | {\displaystyle a\not \equiv b} se puede usar para enfatizar que a no es igual a b. |
| ≙           | {\displaystyle {\stackrel {\wedge }{=}}}                                     | a ≙ b                                                                                              | a corresponde con b                                                                     | En un mapa de escala 1:106: 1 cm ≙ 10 km. |
| ≈           | {\displaystyle \approx }                                                     | a ≈ b                                                                                              | a es aproximadamente igual a b                                                          | El símbolo ≃ se reserva para «es asintomáticamente igual a ». |
| ∼ ∝         | {\displaystyle {\begin{matrix}\sim \\\propto \end{matrix}}}                  | a ∼ b a ∝ b                                                                                        | a es proporcional a b                                                                   | |
| <           | <                                                                            | a < b                                                                                              | a es menor que b                                                                        | |
| >           | >                                                                            | a > b                                                                                              | a es mayor que b                                                                        | |
| ≤           | {\displaystyle \leq }                                                        | a ≤ b                                                                                              | a es menor o igual que b                                                                | También se usa el símbolo ≦. |
| ≥           | {\displaystyle \geq }                                                        | a ≥ b                                                                                              | a es mayor o igual que b                                                                | También se usa el símbolo ≧. |
| ≪           | {\displaystyle \ll }                                                         | a ≪ b                                                                                              | a es mucho menor que b                                                                  | |
| ≫           | {\displaystyle \gg }                                                         | a ≫ b                                                                                              | a es mucho mayor que b                                                                  | |
| ∞           | {\displaystyle \infty }                                                      | | infinito                                                                                | |
| () [] {} ⟨⟩ | {\displaystyle {\begin{matrix}()\\{[]}\\\{\}\\\langle \rangle \end{matrix}}} | {\displaystyle {\begin{matrix}{(a+b)c}\\{[a+b]c}\\{\{a+b\}c}\\{\langle a+b\rangle c}\end{matrix}}} | ac + bc, paréntesis ac + bc, corchetes ac + bc, llaves ac + bc, paréntesis triangulares | En álgebra, la secuencia {\displaystyle (),[],\{\},\langle \rangle } no está estandarizada. Los usos especiales de {\displaystyle (),[],\{\},\langle \rangle } se dan en campos particulares. |
| ∥           | {\displaystyle \\|}                                                          | AB ∥ CD                                                                                            | la línea AB es paralela con CD.                                                         | |
| ⊥           | {\displaystyle \perp }                                                       | AB ⊥ CD                                                                                            | la línea AB es perpendicular con CD.                                                    | |

## Operaciones
| Signo | Ejemplo | Significado y equivalente verbal | Observaciones       |
| ----- | ------- | -------------------------------- | ------------------- |
| +     | a + b   | a más b                          |                     |
| −     | a - b   | a menos b                        |                     |
| ±     | a ± b   | a más o menos b                  |                     |
| ∓     | a ∓ b   | a menos o más b                  | −( a ± b ) = −a ∓ b |

## Funciones
| Ejemplo   | Significado y equivalente verbal           | Observaciones |
| --------- | ------------------------------------------ | --- |
| f : D → C | la función f tiene dominio D y codominio C | Se utiliza para definir explícitamente el dominio y el codominio de una función.                                      |
| f (S)     | { f ( x ) \| x∈S }                         | Conjunto de todas las salidas posibles en el codominio cuando se dan entradas de S, un subconjunto del dominio de f . |

## Funciones exponenciales y logarítmicas
| Ejemplo | Significado y equivalente verbal   | Observaciones   |
| ------- | ---------------------------------- | --------------- |
| e       | base de logaritmos naturales       | e = 2,718·28... |
| ex      | función exponencial en base e de x |                 |
| logax   | logaritmo en base a de x           |                 |
| lb x    | logaritmo binario (en base 2) de x | lb x = log2x    |
| ln x    | logaritmo natural (en base e) de x | ln x = logex    |
| lg x    | logaritmo común (en base 10) de x  | lg x = log10x   |

## Funciones circulares e hiperbólicas
| Ejemplo | Significado y equivalente verbal                              | Observaciones   |
| ------- | ------------------------------------------------------------- | --------------- |
| π       | relación entre la circunferencia de un círculo y su diámetro. | π = 3.141 59... |

## Números complejos
| Ejemplo | Significado y equivalente verbal | Observaciones                                                                      |
| ------- | -------------------------------- | ---------------------------------------------------------------------------------- |
| i, j    | unidad imaginaria; i2 = −1       | En electrotecnología, generalmente se utiliza j.                                   |
| Re z    | parte real de z                  | z = x + iy, donde x = Re z e y = Im z                                              |
| Im z    | parte imaginaria de z            | z = x + iy, donde x = Re z e y = Im z                                              |
| \| z \| | valor absoluto de z; módulo de z | También se utiliza «mod z».                                                        |
| arg z   | argumento de z; fase de z        | z = reiφ, donde r = \| z \| y φ = arg z, es decir, Re z = r cos φ y Im z = r sin φ |
| z *     | (complejo) conjugado de z        | a veces se usa una barra encima de z en lugar de z *                               |
| sgn z   | función signo z                  | sgn z = z / \| z \| = exp(i arg z) para z ≠ 0, sgn 0 = 0                           |

## Matrices
| Ejemplo | Significado y equivalente verbal | Observaciones |
| ------- | -------------------------------- | ------------- |
| A       | matriz A                         |               |

## Sistemas coordinados
| Coordenadas | Vector de posición y su diferencial               | Nombre del sistema de coordenadas | Observaciones |
| ----------- | ------------------------------------------------- | --------------------------------- | --- |
| x, y, z     | [x y z ]; [dx dy dz]                              | cartesiano                        | También se utilizan x1, x2, x3 para las coordenadas y e1, e2, e3 para los vectores base. Esta notación se generaliza fácilmente al espacio n-dimensional. ex, ey, ez forman un sistema ortonormal diestro. Para los vectores base, también se utilizan i, j, k. |
| ρ, φ, z     | [x, y, z] = [ρ cos(φ), ρ sin(φ), z]               | cilíndrico                        | eρ (φ), eφ (φ), ez forman un sistema ortonormal diestro. Si z = 0, entonces ρ y φ son las coordenadas polares. |
| r, θ, φ     | [x, y, z] = r[sin(θ)cos(φ), sin(θ)sin(φ), cos(θ)] | esférico                          | er (θ, φ), eθ (θ, φ), eφ (φ) forman un sistema ortonormal diestro. |

## Vectores y tensores
| Ejemplo                      | Significado y equivalente verbal | Observaciones |
| ---------------------------- | -------------------------------- | --- |
| a {\displaystyle {\vec {a}}} | vector a                         | En lugar de negrita y cursiva, los vectores también se pueden indicar mediante una flecha encima del símbolo de la letra. Cualquier vector a puede multiplicarse por un escalar k, es decir k a. |

## Funciones especiales
| Ejemplo | Significado y equivalente verbal                  | Observaciones |
| ------- | ------------------------------------------------- | ------------- |
| Jl(x)   | Funciones cilíndricas de Bessel (del primer tipo) | ...           |